# Mauro Piacenza
Mauro Piacenza (Genova, 15. rujna 1944.) talijanski je prelat Katoličke Crkve. Kardinal je od 2010., a od 2013. do 2024. bio je glavni penitencijar Apostolske pokorničarne. Bio je prefekt Kongregacije za kler od 7. listopada 2010. do 21. rujna 2013. godine. gdje je bio tajnik od 2007. U toj je Kongregaciji papa Benedikt XVI., prema jednom izvješću, cijenio "njegovu učinkovitost i duboko poznavanje načina rada Kongregacije i njezinih problema" te "njegov tradicionalistički crkveni smjer mišljenja".